# Cyclopina agilis
Cyclopina agilis är en kräftdjursart som beskrevs av C. B. Wilson 1932. Cyclopina agilis ingår i släktet Cyclopina och familjen Cyclopinidae. Inga underarter finns listade i Catalogue of Life.